# Triumph Motocicletas

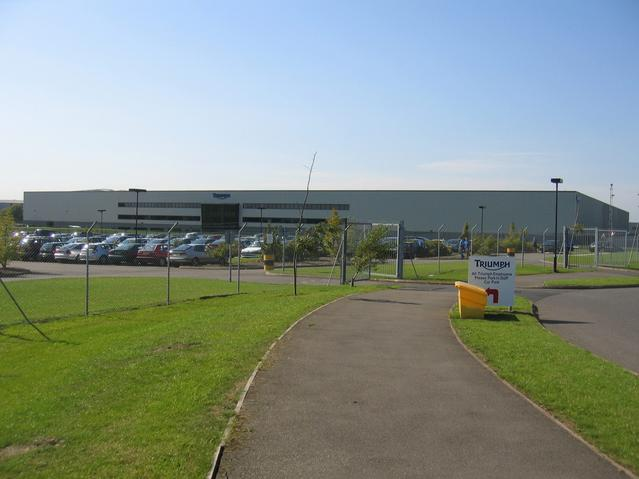
Essa imagem mostra a parte da frente da fábrica, o que pode ajuda na compreensão do leitor sobre como era a fábrica.

Triumph Motocicletas é um fabricante britânico de motocicletas. Uma nova empresa denominada Hinckley assumiu o nome dos direitos após o colapso da companhia na década de 1980.[carece de fontes?]
Triumph Motorcycles Ltd é o maior fabricante de motocicletas de propriedade do Reino Unido, estabelecido em 1983 por John Bloor após a empresa original Triumph Engineering entrar em liquidação. [1] A nova empresa, inicialmente chamada Bonneville Coventry Ltd, continuou a linha de produção de motocicletas da Triumph desde 1902. Eles têm grandes instalações de fabricação na Tailândia

## Homenagem
Em homenagem ao ator Steve McQueen, a empresa lançou a moto Steve McQueen Edition baseada na Triumph Bonneville T100 com o design TR6 Trophy, moto esta fabricada na década de 1960. O ator ajudou a consolidar a marca, utilizando uma no filme "The Great Escape" de 1963.

## Fábrica no Brasil
Em 2012 a fabricante anunciou que se instalará na Zona Franca de Manaus para a fabricação dos modelos Triumph Bonneville T100 e a Triumph Tiger 800.